# Altec Lansing
Altec Lansing — американская компания по производству аудиоэлектроники, основанная в 1927 году. Основная продукция компании — громкоговорители и сопутствующая аудиоэлектроника для любителей и профессиональных пользователей.
Компания Altec Services была основана инженерами Western Electric, которые разработали технологию звука для кинофильмов, представленную в 1927 году в фильме «Певец джаза». Изначально Altec Services помогала разрабатывать звуковые системы для театров, а также занималась их обслуживанием. В 1941 году Altec Services купила почти обанкротившуюся фирму Lansing Manufacturing Company и объединила два бренда, сформировав Altec Lansing Corporation. Воспользовавшись производственными мощностями Lansing, компания начала выпускать рупорные громкоговорители.
В 1958 году корпорацию Altec Lansing приобрёл Джеймс Лин и сделал её частью LTV Ling Altec. К 1974 году у компании накопились долги, после чего в соответствии с Главой 11 Кодекса США она была реорганизована. Процесс банкротства занял около 10 лет, пока наконец в 1984 году организацию не приобрела компания Gulton Industries. Gulton, в свою очередь, вскоре была поглощена Mark IV Audio. С тех пор у компании сменилось несколько владельцев: Mark IV был продан Telex, в 2005 году Altec Lansing Technologies выкупила компания Plantronics; в 2009 году компания стала принадлежать Prophet Equity, а с 2012 — Infinity Group.
В число популярных продуктов компании входили коаксиальный громкоговоритель Altec Lansing Duplex 600, студийные мониторы, выпускавшиеся с 1940-х по 1980-е годы, а также линейка громкоговорителей «Voice of the Theatre», широко используемых в кинотеатрах, концертных залах и на рок-концертах (например, на фестивале в Вудстоке).

Продукция Altec Lansing
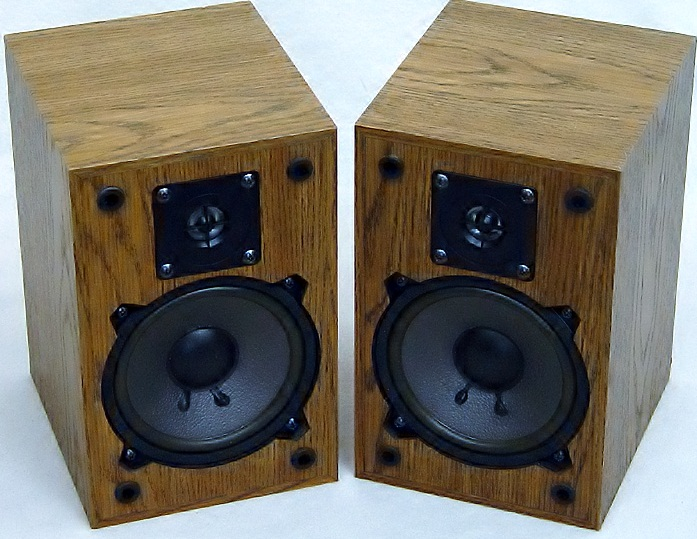
Колонки Altec Lansing Bookshelf
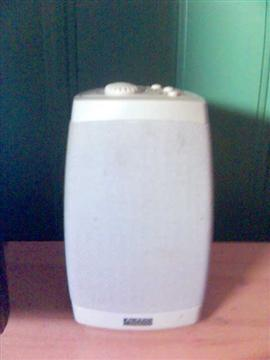
Колонка для ПК
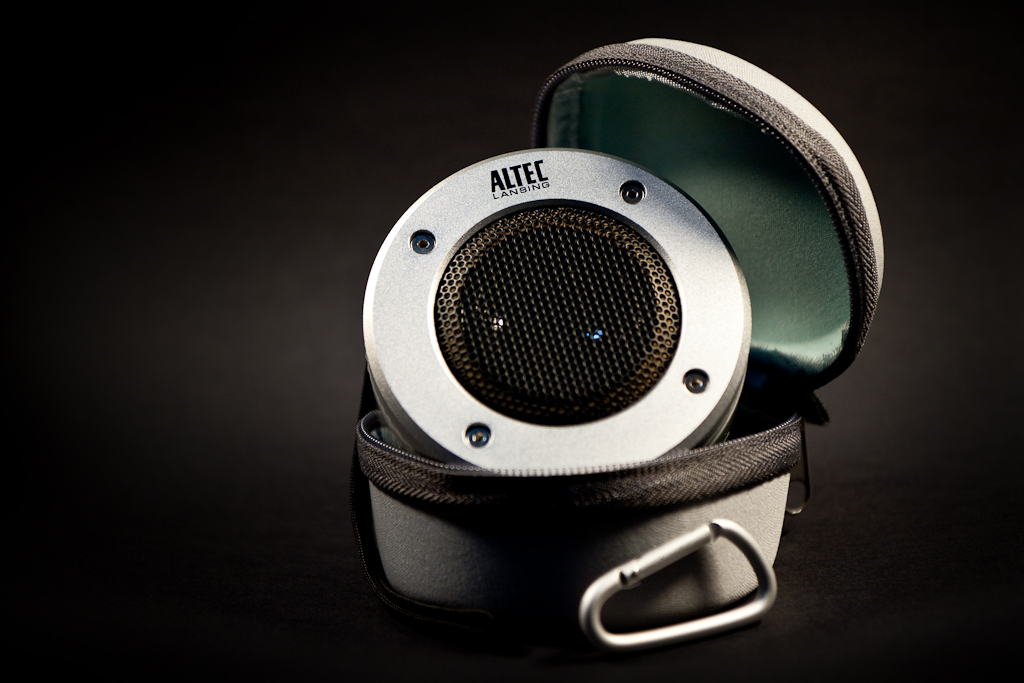
Динамик серии Orbit M